# Прапор Чорноморського (АРК)
Прапор Чорноморського — офіційний символ селища Чорноморське (Євпаторійського району АРК), затверджений рішенням Чорноморської селищної ради від 5 вересня 2008 року.

## Опис Прапора
Прямокутне полотнище зі співвідношенням ширини до довжини 2:3, яке складається з чотирьох горизонтальних смуг: червоної, білої, синьої та білої (співвідношення їх ширин рівне 10:1:29:10). На синій смузі біла антична галера, під якою два білі дельфіни. На білій смузі синій меандр, під ним — два ряди цегляної кладки.